# 白眉道人
白眉是少林五老之一傳說的人物，為少林寺在清朝（1644年至1912年）遭破壞的倖存者。根據許多故事，白眉是協助清朝摧毀少林寺的叛徒。
白眉在香港動作電影中時常以虛構角色的定位登場，如《洪熙官》（1977年）、《少林英雄榜》（1979年）和《洪文定三破白蓮教》（1980年）。在西方更被稱為Pai Mei，在《追殺比爾2：愛的大逃殺》（2004年）中由刘家辉飾演。

## 背景
少林五老的敘述在坊間非常多樣，有的版本將叛徒稱為白眉，有的則稱為馬寧兒。在其他版本中，兩位長老都背叛了少林，有時還背叛了馮道德。也有人說，「白眉」實際上是馬寧兒或馮道德的暱稱。
少林五老的故事基於歷史事實的程度仍未得到證實。他們的普遍性和廣泛普及能至少部分歸因於武俠的小說，以及如天地會等神話各地反清組織，這是在早期透過中國在19世紀迅速蔓延。不論是否合理，白眉的叛徒名聲都導致他的同名武術弟子與被他指控背叛的武術家之間產生仇恨。
在一些白眉派修行者的記述中，他們的創始人與其說是背叛少林，不如說是拒絕參加反對清朝的叛亂。其他說法則將白眉描述為被少林寺驅逐出境，因他在開始練習新的戰鬥方式時就殺死了他的幾位僧人。一些白眉派修行者對此進行了解釋，以證明其創始人的風格優於據稱殺死的少林弟子的風格。

## 外部連結
- Pak Mei Reference books(Wayback Machine copy)